# Daniel J. Boorstin
Daniel Joseph Boorstin (Atlanta, 1º ottobre 1914 – 28 febbraio 2004) è stato uno storico, docente e saggista statunitense, nominato Librarian of Congress per il Congresso degli Stati Uniti d'America dal 1975 al 1987 dal presidente Gerald Ford.

## Biografia
Nato ad Atlanta, suo padre era avvocato e partecipò come difensore nel famigerato caso di Leo Frank, un capoturno di una fabbrica locale di origini ebraiche che venne accusato di avere rapito ed ucciso una minorenne e che venne in seguito linciato nel 1915 da una folla inferocita nella tranquilla cittadina di Marietta. A causa della feroce ondata di antisemitismo che si scatenò a seguito di questi fatti, la famiglia di Boorstin fu costretta a lasciare la città e a trasferirsi a Tulsa in Oklahoma, dove il giovane Boorstin poté crescere serenamente. Dopo essersi diplomato alle scuole superiori frequentò il Balliol College di Oxford in veste di Rhodes Scholar, ottenendo in seguito un dottorato in filosofia presso l'Università di Yale. Ottenuto il titolo professionale di avvocato divenne insegnante universitario presso l'Università di Chicago, dove rimase in servizio per circa 25 anni, per trasferirsi successivamente a Cambridge nel 1964 per ottenere la cattedra di Pitt Professor of American History and Institutions.

## Opere
- The Mysterious Science of the Law (1941)
- The Lost World of Thomas Jefferson (1948)
- The Genius of American Politics (1953)
- The Americans: The Colonial Experience  (1958)
- America and the Image of Europe: Reflections on American Thought  (1960)
- A Lady's Life In The Rocky Mountains: Introduction  (1960)
- The Image: A Guide to Pseudo-events in America (1962)
- The Americans: The National Experience (1965)
- The Landmark History of the American People: From Plymouth to Appomattox (1968)
- The Decline of Radicalism: Reflections of America Today (1969)
- The Landmark History of the American People: From Appomattox to the Moon (1970)
- The Sociology of the Absurd: Or, the Application of Professor X (1970)
- The Americans: The Democratic Experience (1973)
- Democracy and Its Discontents: Reflections on Everyday America (1974)
- The Exploring Spirit: America and the World, Then and Now (1976)
- The Republic of Technology (1978)
- The History of the United States  with Brooks M. Kelley and Ruth Frankel (1981)
- L'avventura della scoperta: una storia della ricerca umana per conoscere il mondo[1] (The Discoverers) (1983)
- Hidden History  (1987)
- The Creators (1992)
- Cleopatra's Nose: Essays on the Unexpected (1994)
- L'avventura della ricerca: da Socrate a Einstein[1] (The Seekers) (1998)

## Riconoscimenti

### Premi
- 1959: premio Bancroft per The Americans: The Colonial Experience
- 1974: Premio Pulitzer per la storia per The Americans: The Democratic Experience[2]